# Miss Earth México 2023
Miss Earth México 2023 fue la 15.ª edición del certamen Miss Earth México la cual se realizó en el Yax-Ha Resort Park en la ciudad de Calderitas, Quintana Roo el sábado 1 de julio de 2023. Diecisiete candidatas de toda la República Mexicana compitieron por el título nacional, el cual fue ganado por Daniela Landín de Aguascalientes quien compitió en Miss Tierra 2023 en Vietnam. Landín fue coronada por la Miss Earth México saliente Indira Meneses, convirtiéndose en la primera hidrocálida en ir a Miss Tierra. 
El día 15 de agosto se hizo oficial la designación de Alexia Briviesca de Yucatán rumbo a The Miss Globe 2023 en Albania. El día 25 de noviembre se hizo oficial la designación de Montserrat Pereyra de Veracruz rumbo al Reinado Mundial de la Piña en Colombia logrando obtener la corona para México. El día 7 de febrero de 2024 se hizo oficial la designación de Lucía Ortega de San Luis Potosí rumbo a Miss Eco International 2024 en Egipto logrando colocarse dentro del Top 10.

## Resultados
| Posición               | Candidata |
| Miss Earth México 2023 | - Aguascalientes - Daniela Landín |
| Miss Earth Air 2023    | - Yucatán - Alexia Briviesca |
| Miss Earth Water 2023  | - San Luis Potosí - Lucía Ortega |
| Miss Earth Fire 2023   | - Tamaulipas - Carolina Balboa |
| Top 10                 | - Chihuahua - Marion Fournet - Coahuila - Mariana Carrillo - Michoacán - Kimberly Barrera - Nuevo León - Karen de León - Quintana Roo - Dennys Vázquez - Sinaloa - Vanessa Gil |

## Áreas de competencia

### Final
La gala final fue transmitida en vivo a través de Facebook para todo México desde el Yax-Ha Resort Park en la ciudad de Calderitas, Quintana Roo el sábado 1 de julio de 2023. Toda las candidatas desfilaron en vestido de cocktail, traje de baño y vestido de noche para ser evaluadas y definir el top final, para elegir a la ganadora de Miss Earth México.

### Premios Especiales
| Estado                              | Candidata                         |
| Miss Amistad                        | - Guerrero - Diana Reyes          |
| Miss Fotogénica                     | - Veracruz - Montserrat Pereyra   |
| Miss Elegancia                      | - Aguascalientes - Daniela Landín |
| Belleza de Playa                    | - Tamaulipas - Carolina Balboa    |
| Moda de Playa                       | - Nuevo León - Karen de León      |
| Fashion Show LGTB                   | - Tamaulipas - Carolina Balboa    |
| Mejor en Traje de Baño              | - San Luis Potosí - Lucía Ortega  |
| Mejor en Vestido de Noche           | - Tamaulipas - Carolina Balboa    |
| Mejor Traje Nacional Reciclado      | - Tlaxcala - Yaritza Vásquez      |
| Mejor Traje Nacional Estilizado     | - Tamaulipas - Carolina Balboa    |
| Mejor Confección Especie en Peligro | - Sinaloa - Vanessa Gil           |

## Candidatas
| Estado           | Candidata                        | Edad | Residencia       |
| Aguascalientes   | Martha Daniela Landín Camarillo  | 27   | Aguascalientes   |
| Baja California  | Abril Ariana Pérez Sañudo        | 20   | Mexicali         |
| Chihuahua        | Marion Fournet Portillo          | 20   | Cuauhtémoc       |
| Ciudad de México | Victoria Leticia Estrella Rojas  | 27   | Ciudad de México |
| Coahuila         | Geraldy Mariana Carrillo Rangel  | 20   | Monclova         |
| Guerrero         | Diana Reyes Duque                | 25   | Zihuatanejo      |
| Hidalgo          | Mardey Hernández Reyes           | 25   | Actopan          |
| Michoacán        | Kimberly Barrera                 | 22   | Zacapu           |
| Morelos          | Samara Viridiana Ocejo Bojórquez | 24   | Cuernavaca       |
| Nuevo León       | Karen Elizabeth García de León   | 27   | García           |
| Quintana Roo     | Dennys Vázquez                   | 18   | Chetumal         |
| San Luis Potosí  | María Lucía Ortega Ruiz          | 23   | San Luis Potosí  |
| Sinaloa          | Vanessa Gil Fernández            | 26   | El Fuerte        |
| Tamaulipas       | Carolina Balboa García           | 28   | Ciudad Victoria  |
| Tlaxcala         | Yaritza Vásquez Saldaña          | 22   | Yauhquemehcan    |
| Veracruz         | Montserrat González Pereyra      | 21   | Boca del Río     |
| Yucatán          | Alexia Vianey Briviesca Espinosa | 20   | Mérida           |

## Sobre los Estados en Miss Earth México 2023

### Reemplazos
- Baja California - Daniela Lugo renunció al título estatal y a su participación en la competencia nacional debido a cuestiones personales. Fue reemplazada por Ariana Pérez.
- Michoacán - Alessandra Paniagua renunció al título estatal y a su participación en la competencia nacional debido a cuestiones personales. Su 1.ª Finalista Kimberly Barrera fue nombrada como la nueva representante y titular estatal.
- Veracruz - Amairani Sosa renunció al título estatal y a su participación en la competencia nacional debido a cuestiones personales. Fue reemplazada por Montserrat Pereyra.

### Estados que se retiran de la competencia
- -  Chiapas
  -  Estado de México
  -  Guanajuato
  -  Jalisco
  -  Puebla

### Estados que regresan a la competencia
- Compitieron por última vez en 2019

| - - Aguascalientes - Baja California - Ciudad de México - Coahuila - Guerrero | - - Hidalgo - Morelos - Quintana Roo - Sinaloa - Yucatán |

## Crossovers
| Miss Tierra - 2023: Aguascalientes - Daniela Landín Miss Eco Internacional - 2025: Guerrero - Diana Reyes (Top 21) - 2024: San Luis Potosí - Lucía Ortega (Top 10) The Miss Globe - 2023: Yucatán - Alexia Briviesca Miss All Nations - 2021: Sinaloa - Vanessa Gil (No Compitió) Miss Supertalent of the World - 2020: Sinaloa - Vanessa Gil (No Compitió) World Miss Univesity - 2020: Sinaloa - Vanessa Gil (No Compitió) Miss Culture International - 2019: Nuevo León - Karen de León (Miss Culture International for Arts) Reina Mundial de la Piña - 2024: Veracruz - Montserrat Pereyra (Ganadora) Reina de las Américas - 2023: Guerrero - Diana Reyes Miss Earth México - 2026: Yucatán - Alexia Briviesca (Por Competir) - 2024: Guerrero - Diana Reyes (Top 15) Miss Universe Mexico - 2024: Aguascalientes - Daniela Landín Mexicana Universal - 2019: Aguascalientes - Daniela Landín Miss Intercontinental México - 2018: Nuevo León - Karen de León (Top 15) Miss Mundo Universidad México - 2020: Sinaloa - Vanessa Gil (Designada) - 2019: Sinaloa - Vanessa Gil (3.ª Finalista) Miss Hispanoamérica México - 2022: Guerrero - Diana Reyes (Reina de las Américas México) Miss Trendy World México - 2022: Coahuila - Mariana Carrillo (Ganadora Riviera Maya) Señorita Filantropía Altruistic R. México - 2021: Guerrero - Diana Reyes (Ganadora) Miss Earth Guerrero - 2024: Guerrero - Diana Reyes (Designada) Miss Earth Hidalgo - 2018: Hidalgo - Mardey Reyes Miss Earth Michoacán - 2023: Michoacán - Kimberly Barrera (Miss Earth Michoacán/Water) - 2022: Michoacán - Kimberly Barrera | Miss Earth Morelos - 2019: Morelos - Samara Ocejo Miss Earth Nuevo León - 2016: Nuevo León - Karen de León Miss Earth Yucatán - 2026: Yucatán - Alexia Briviesca (Designada) Miss Universe Aguascalientes - 2024: Aguascalientes - Daniela Landín (Designada) Mexicana Universal Aguascalientes - 2018: Aguascalientes - Daniela Landín (Ganadora) Mexicana Universal Hidalgo - 2019: Hidalgo - Mardey Reyes Mexicana Universal Morelos - 2019: Morelos - Samara Ocejo Mexicana Universal Nuevo León - 2017: Nuevo León - Karen de León Mexicana Universal Sinaloa - 2021: Sinaloa - Vanessa Gil Miss Intercontinental Nuevo León - 2018: Nuevo León - Karen de León (Designada) Miss Hidalgo - 2021: Hidalgo - Mardey Reyes Miss Morelos - 2021: Ciudad de México - Victoria Estrella Miss Mundo Universidad Sinaloa - 2019: Sinaloa - Vanessa Gil (Ganadora) Miss Hispanoamérica Guerrero - 2022: Guerrero - Diana Reyes (Designada) Reina Turismo Nuevo León - 2016: Nuevo León - Karen de León Miss Trendy World Coahuila - 2021: Coahuila - Mariana Carrillo (Ganadora) Teen Universe Coahuila - 2020: Coahuila - Mariana Carrillo - 2019: Coahuila - Mariana Carrillo Reina de la Feria de San Marcos - 2018: Aguascalientes - Daniela Landín (1.ª Princesa) Reina del Carnaval de El Fuerte - 2019: Sinaloa - Vanessa Gil (Ganadora) Reina FENAE - 2022: San Luis Potosí - Lucía Ortega (Ganadora) Reina FENAPO - 2019: San Luis Potosí - Lucía Ortega (Embajadora) |